# Степовое (Сумский район)
Степовое (укр. Степне; до 2016 г. Ленинское) — село,
Кондратовский сельский совет,
Сумский район,
Сумская область,
Украина.
Код КОАТУУ — 5924783405. Население по переписи 2001 года составляло 252 человека.

## Географическое положение
Село Степовое находится на берегу безымянного пересыхающего ручья, который через 5 км впадает в реку Крыга.
На расстоянии в 1 км расположено село Перше Травня.
Село находится на границе с Россией.